# Vladislav Kreida
Vladislav Kreida (ur. 25 września 1999 w Tallinnie) – estoński piłkarz grający na pozycji pomocnika we Florze Tallinn.

## Kariera klubowa
Treningi piłkarskie rozpoczął w klubie FC Štrommi, w którym grał do 2007 roku. W latach 2008–2016 był zawodnikiem Tallinna JK Legion, z którego trafił do Flory. W latach 2016–2018 grał w rezerwach tego klubu, a w 2018 roku został zawodnikiem pierwszej drużyny, z którą został mistrzem Estonii w 2019 i 2020 roku. W styczniu 2021 został wypożyczony do Helsingborgs IF z opcją wykupu. W styczniu 2022 został wypożyczony na rok do Weresu Równe z opcją wykupu, jednakże po inwazji Rosji na Ukrainę wyjechał z Ukrainy, przez Polskę docierając do Karwiny, skąd po kilku dniach wrócił do Estonii. W marcu tegoż roku został wypożyczony do końca sezonu do Skövde AIK, jednak po trzech miesiącach wrócił do Flory, w której został ponownie zarejestrowany na początku września, po oficjalnym rozwiązaniu kontraktu z Weresem. W styczniu 2023 został wypożyczony do końca sezonu do St. Patrick’s Athletic, jednak na początku lipca wrócił do Flory.

## Kariera reprezentacyjna
Młodzieżowy reprezentant Estonii w kadrach U-19 i U-21. W dorosłej kadrze zadebiutował 11 czerwca 2019 w przegranym 0:8 meczu z Niemcami.